# Conyza glabrescens
Conyza glabrescens là một loài thực vật có hoa trong họ Cúc. Loài này được Pax mô tả khoa học đầu tiên năm 1907.